# 36 Brygada Armii Krajowej „Żejmiana”
36 Brygada Armii Krajowej „Żejmiana” – polski oddział partyzancki Okręgu Wilno Armii Krajowej.
Żołnierze brygady brali udział w operacji „Ostra Brama”. W lipcu 1944 brygada liczyła około 360 partyzantów. Walczyli pod Mejszagołami, a następnie w składzie 2 Zgrupowania wyruszyła na Wilno. Chorego dowódcę, który udał się do żony do Wilna, zastępował por. Józef Romejko ps. „Klin”. O świcie 18 lipca 1944, w Puszczy Rudnickiej, 36 Brygada Armii Krajowej została rozbrojona przez zmotoryzowane oddziały Armii Czerwonej.

## Formowanie i zmiany organizacyjne
Na przełomie lutego i marca 1944, na podstawie rozkazu Komendy Okręgu „Wiano”, komendant inspektoratu BC mjr Mieczysław Potocki ps. „Węgielny” przystąpił do organizowania brygad partyzanckich na terenie inspektoratu. Brygady powstawały na bazie oddziałów partyzanckich (leśnych). Zalążek oddziału stanowiło kilku lub kilkunastu żołnierzy ruchu oporu, którzy w oznaczonym przez dowódcę oddziału dniu i godzinie zabierali z zakonspirowanej skrytki przygotowaną broń i wyruszali do lasu na zbiórkę. Taki oddział powiększał swój stan osobowy i zasoby uzbrojenia, a po osiągnięciu liczby 200–250 ludzi otrzymywał, na wniosek inspektora, nazwę i numer brygady.
W lutym w obwodzie święciańskim utworzono oddział partyzancki „Żejmiana”, z czasem przemianowany na 36 Brygadę „Żejmiana”. Jej dowódcą został por. Witold Kiewlicz ps. „Wujek”.

## Działania brygady
Działania brygady w czasie Akcji „Burza”
Akcję „Burza” na terenie Inspektoratu BC Okręgu Wilno Armii Krajowej rozpoczął 1 lipca 1944 z własnej inicjatywy dowódca Zgrupowania mjr Mieczysław Potocki ps. „Węgielny” stacjonujący wtedy wraz ze swoim sztabem w Oszmianach. Brygada „Żejmiana” uzupełniała stany osobowe. W tym czasie mocno wzrósł napływ ochotników. Zgłaszali się oni przeważnie bez uzbrojenia. Ponieważ jednak w ostatnich walkach 2 Zgrupowanie zdobyło dość dużo broni, można było przyjmować rekrutów i wcielać ich do oddziałów.
Między 5 a 7 lipca przeprowadził on kilka potyczek koło Santoki z wycofującymi się oddziałami niemieckimi. 6 lipca stoczyła bitwę pod Drużylami na szosie niemenczyńskiej z oddziałem samochodów pancernych. Walka trwała koło godziny.

## Struktura i obsada personalna
Dowództwo:
- dowódca - kpt. Witold Kiewlicz „Wujek"
- zastępca dowódcy - por. Józef Romejko „Klin"
- adiutant - ppor. Stanisław Górski
- lekarz - Bohdan Buchowski
- poczet dowódcy

Pododdziały:
- oddział zwiadowczy
- 1 kompania - ppor. Stefan Piętkiewicz „Młot”
  - 1 pluton - Zygmunt Minejko „Petroniusz”
  - 2 pluton - pchor. Józef Baran „Piotr”,
- 2 kompania - por. Władysław Sucharzewski „Kruk”
  - (?) pluton - pchor. Alfons Wiesztort  „Dobek”
- 3 kompania - ppor. Leon Saniuk
- drużyna pionierów
- drużyna łączności